# Fibroporiaceae
Fibroporiaceae Audet – rodzina grzybów z rzędu żagwiowców (Polyporales). W Polsce występuje jeden gatunek.

## Charakterystyka
Grzyby kortycjoidalne o owocniku rocznym, rozpostartym, często szeroko, miękkim i włóknistym. Hymenofor rurkowaty, brzeg często szeroki z ryzomorfami. Pory okrągłe do kanciastych, subikulum miękkie i watowate. System strzępkowy dimityczny, strzępki generatywne ze sprzążkami, szkliste, cienkościenne, w kontekście dominują strzępki szkieletowe i ryzomorfy, lite lub grubościenne, szkliste, bez przegród, proste i nierozgałęzione, rzadko dychotomicznie rozgałęzione, w odczynniku Melzera nieamyloidalne. Cystyd brak, ale mogą występować wrzecionowate cystydiole. Podstawki maczugowate, 4-sterygmowe ze sprzążkami w podstawie. Bazydiospory elipsoidalne, szkliste, nieamyloidalne. Powodują zgniliznę brunatną drewna.
Fibroporia morfologicznie podobna jest do Antrodia, ale różni się obecnością brzegu z ryzomorfami. Analiza filogenetyczna potwierdza tę różnicę.

## Systematyka i nazewnictwo
Pozycja w klasyfikacji według Index Fungorum: Fibroporiaceae, Polyporales, Incertae sedis, Agaricomycetes, Agaricomycotina, Basidiomycota, Fungi.
Według Dictionary of the Fungi jest to takson monotypowy z jednym tylko rodzajem:
- rodzina Fibroporiaceae Audet 2018
  - rodzaj Fibroporia Parmasto 1968 – włóknica
    - gatunki:
      - Fibroporia albicans B.K. Cui & Yuan Y. Chen 2015
      - Fibroporia bambusae Yuan Y. Chen, B.K. Cui & Y.C. Dai 2017
      - Fibroporia ceracea Yuan Y. Chen, B.K. Cui & Y.C. Dai 2017
      - Fibroporia citrina (Bernicchia & Ryvarden) Bernicchia & Ryvarden 2012
      - Fibroporia destructor (Schrad.) Parmasto 1968
      - Fibroporia norrlandica (Berglund & Ryvarden) Niemelä 2001
      - Fibroporia pseudorennyi (Spirin) Spirin 2007
      - Fibroporia radiculosa (Peck) Parmasto 1968
      - Fibroporia vaillantii (DC.) Parmasto 1968 – włóknica sznurowata

Wykaz gatunków i nazwy naukowe na podstawie Index Fungorum. Nazwy polskie na podstawie rekomendacji Komisji ds. Polskiego Nazewnictwa Grzybów.